# كأس بولندا 2010–11
كأس بولندا 2010–11 (بالبولندية: Puchar Polski w piłce nożnej)‏ هو موسم من كأس بولندا. أشرف على تنظيمه اتحاد بولندا لكرة القدم، وكان عدد الأندية المشاركة فيه 83، وفاز فيه ليغيا وارسو.